# 아이언맨 (애니메이션)
《아이언맨》(영어: Iron Man)은 마블 코믹스의 아이언맨을 주인공으로 한 미국 TV 애니메이션이다. 폭스 키즈 채널에서 1994년부터 1996년까지 방영되었다.

## 성우진

### 주역
- 로버트 헤이스 - 아이언맨 / 토니 스타크, 리빙 레이저
- 제임스 에이버리 - 워 머신 / 제임스 로즈(1기 5화 이전), 훨윈드(1기 10화 이전), 블랙래시
- 에드 길버트 - 만다린(1기), 그레이 가고일, 얼티모
- 로버트 이토 - 만다린(2기)
- 짐 커밍스 - 모도크, 센추리
- 도리언 헤어우드 - 워 머신(1기 6화 이후), 훨윈드(1기 11화 이후), 블랙래시
- 존 라일리 - 호크아이 / 클린트 바턴, 비틀
- 캐서린 모펏 - 스칼렛 위치 / 완다 프랭크(1기), 레이철 카펜터
- 제니퍼 달링 - 스칼렛 위치(2기), 히프노샤(2기)
- 케이시 디프랭코 - 스파이더우먼 / 줄리아 카펜터(1기)
- 제니퍼 헤일 - 스파이더우먼(2기), 고스트
- 제임스 워릭 - 센추리(1기), 샘 재거스, 허시 장군
- 톰 케인 - 호머, 센추리, 스팅레이, 고스트, 센추리언

### 조역
- 필립 애벗 - 닉 퓨리
- 닐 딕슨 - 드레드나이트
- 린다 홀달 - 히프노샤
- 척 매캔 - 블리저드
- 닐 로스 - 핀 팽 품, 웰링턴 인센, 하워드 월터 스타크(1기), 블리저드
- 토니 스티드먼 - 저스틴 해머(1기)
- 에프렘 짐발리스트 주니어 - 저스틴 해머(2기), 파이어파워

### 단역
- 디미트라 애릴스 - 마사 스타크
- 세라 더글러스 - 알라나 울라노바
- 지니 엘리어스 - 베로니카 베닝
- 맷 프루어 - 리더
- 윌리엄 훗킨스 - 크림슨 다이너모
- 제이미 호턴 - 컨트롤러, 고스트
- 줄리아 가토 - 쑤인 박사
- 토드 루이소 - 해커
- 제라드 머과이어 - 티타늄맨
- 닐 맥도너 - 파이어브랜드 / 게리 길버트
- 론 펄먼 - 헐크 / 브루스 배너
- 피터 레너데이 - 하워드 스타크(2기)
- 스튜 로즌 - 크림슨 다이너모
- 말라 루비노프 - 엘라스티카
- W. 모건 셰퍼드 - 덤 덤 듀건
- 스콧 밸런타인 - 다크 아이기스
- 데이비드 워너 - 아서 디어본
- 리사 제인 - 마담 마스크